# Catete (metropolitana di Rio de Janeiro)
Catete è una stazione della linea 1 e 2 della metropolitana di Rio de Janeiro. 

## Storia
La stazione fu attivata il 21 dicembre 1981.

## Interscambi
Nelle vicinanze della stazione effettuano fermata diverse linee di autobus urbani.
- Fermata autobus